# Esplas
 Esplas  es una población y comuna francesa, en la región de Mediodía-Pirineos, departamento de Ariège, en el distrito de Pamiers y cantón de Saverdun.

## Demografía
| 113 | 96 | 94 | 104 | 72 | 93 |
| Para los censos de 1962 a 1999 la población legal corresponde a la población sin duplicidades (Fuente: INSEE [Consultar]) |    |    |     |    |    |